# Obuchowka (rejon głuszkowski)
Obuchowka (ros.  Обуховка) – wieś (ros. деревня, trb. dieriewnia) w zachodniej Rosji, w sielsowiecie wiesiełowskim rejonu głuszkowskiego w obwodzie kurskim.

## Geografia
Miejscowość położona jest 1,5 km od centrum administracyjnego sielsowietu wiesiełowskiego (Wiesiełoje), 9,5 km od centrum administracyjnego rejonu (Głuszkowo), 125 km od Kurska.

## Demografia
W 2010 r. miejscowość zamieszkiwało 70 osób.